# Hogna etoshana
Hogna etoshana Roewer, 1959 è un ragno appartenente alla famiglia Lycosidae.

## Caratteristiche
I cheliceri sono di colore marrone scuro; nella parte frontale i ciuffi di peli sono nerastri.
L'olotipo femminile rinvenuto ha lunghezza totale è di 20 mm; la lunghezza del cefalotorace è di 9,0 mm e quella dell'opistosoma è di 11,0 mm.

## Distribuzione
La specie è stata reperita nella Namibia settentrionale: nella località di Etosha-Pfanne, all'interno del Parco nazionale d'Etosha.

## Tassonomia
Al 2017 non sono note sottospecie e dal 1959 non sono stati esaminati nuovi esemplari.